# الخارد (نهم)

تعديل مصدري - تعديل

الخارد هي إحدى قرى عزلة الحنشات بمديرية نهم التابعة لمحافظة صنعاء، بلغ تعداد سكانها 279 نسمة حسب تعداد اليمن لعام 2004.